# Pelomyxa palustris
Pelomyxa palustris è una specie di protista appartenente alla classe delle lobosa (clade Amoebozoa) che può raggiungere fino a 3 mm di lunghezza. A seconda dello stadio contiene uno o più nuclei e ospita nel citoplasma vari tipi di batteri endosimbionti (Gram-positivi, Gram-negativi, metanogeni).
Possiede flagelli con struttura atipica (immobili) e si muove tramite un grande pseudopodio anteriore che trascina la parte posteriore (uroide).

## Storia
Veniva considerata dai biologi come una primitiva cellula eucariotica proprio per la presenza al suo interno dei batteri endosimbionti di cui sopra. Questo l'ha portata ad essere presa da esempio come conferma alla teoria endosimbiontica della biologa americana Lynn Margulis, pubblicata nel 1981.